# 挺战民主党人
挺战民主党人是一群在1860年代美国政治中支持联邦、反对铜头蝮（或称“和平民主党人”）的民主党成员。1860年总统大选几个月后，南北战争爆发，挺战民主党人要求对联盟国采取更激进的政策，并支持共和党总统亚伯拉罕·林肯的政策。 
著名的挺战民主党人包括：
- 安德鲁·约翰逊，田纳西州参议员，田纳西州州长，他于1864年与林肯搭档当选为副总统，并在林肯遇刺后成为总统
- 乔治·班克罗夫特，历史学家，总统演讲作家[2]
- 约翰·布劳, 俄亥俄州州长
- 本杰明·巴特勒，联邦将军，马萨诸塞州众议员
- 约翰·科克伦，众议员，将军
- 勒維迪·約翰遜，马里兰州的参议员
- 约翰·亚历山大·麦克勒南德，来自伊利诺伊州的联邦将军
- 约翰·亚当斯·迪克斯，詹姆斯·布坎南总统的财政部长，联邦将军
- 斯蒂芬·A·道格拉斯，伊利诺伊州参议员，民主党在1860年总统大选中的北方候选人，内战爆发几周后去世
- 约瑟夫·霍尔特，布坎南的战争部长，林肯的陆军军法局长
- 奥古斯特·贝尔蒙特，民主党全国委员会主席（1860-1872年）
- 弗朗西斯·科尔南，纽约州众议员
- 迈克尔·克劳福德·克尔，第32届美国众议院议长，1875年12月6日至1876年8月19日
- 约翰·A·洛根，伊利诺伊州众议员，联邦将军
- 乔治·B·麦克莱伦，铁路总长，联邦将军，1864年总统大选民主党提名人
- 乔尔·帕克，新泽西州州长
- 爱德华·皮尔庞特，1875年被格兰特总统任命为司法部长
- 威廉·罗斯克兰斯，在奇卡莫加指挥联邦军，并于1864年被要求与林肯一起竞选
- 丹尼尔·斯科尔斯，纽约众议员，在葛底斯堡指挥第三军团
- 大卫·托德，俄亥俄州州长
- 埃德温·M·斯坦顿，布坎南的总检察长，林肯的战争部长，在1862年转为共和党人

## 引申资料
- Cowden, Joanna D，“异议的政治：康涅狄格州的挺战民主党人”，新英格兰季刊(1983)， 56#4，第 538-554 页。JSTOR （页面存档备份，存于）
- Dell, Christopher (1975)，林肯和战争民主党：保守传统的大侵蚀，费尔利狄金森大学出版社
- Nevins, Allan (1959)，为联盟而战，第4卷
- Silbey, Joel H. (1977)，可敬的少数：内战时代的民主党，1860-1868年